# John Ridge
John Ridge o Yellow Bird (1792-1839) fou un cabdill cherokee, fill del cap Major Ridge. Es casà amb Sarah Bird Northup i va tenir set fills. Un d'ells fou John Rollin Ridge, autor d'una biografia de Joaquín Murrieta que va inspirar la llegenda del Zorro.
Ell i Elias Boudinot eren caps dels partidaris del trasllat de la nació sencera a Oklahoma (Ridge Party), raó per la qual fou un dels signants del Tractat de New Echota amb el president Andrew Jackson, que significà el trasllat a Oklahoma (Camí de les Llàgrimes). Fou assassinat el 22 de juny del 1839 pels contraris al tractat, seguidors del president cherokee John Ross.